# ひとつぶの青春
ひとつぶの青春（ひとつぶのせいしゅん）は、1974年10月5日から1987年9月27日にかけて、エフエム東京をキーステーションにJFN各局で放送していたラジオ番組。提供は、当初は江崎グリコ単独だったが、田原俊彦時代の途中から同社と富士通テン（現・デンソーテン）の複数社提供に変わった。

## 放送時間
- 土曜 16:00 - 16:55 → 日曜 14:00 - 14:55

## パーソナリティー
- 1974.10 - : 森田健作
- 1976.10 - : 松崎しげる
- 1978.10 - : 松山千春・川内明子
- 1979.10 - : 永井龍雲
- 1980.10 - : 三浦友和
- 1982.4 - 1983.3: 松田聖子 ※初回放送は4月4日の予定であったが急病のため原由子が代理で放送した。また江崎グリコ1社提供時代の歴代エンディングテーマに関しては、当時の出演者自らが歌った、もしくは出演したグリコ製品のCMソングが使用されていたが、松田に関しては放送期間中にオリジナルのテーマソング「HAPPY SUNDAY」が制作された。
- 1983.4 - 1984.6: 渡辺徹　※最終回にて打ち切りによる降板である旨を泣きながら報告した。
- 1984.7 - : 田原俊彦
- 1985.10 - 1986.9: 堀ちえみ
- 1986.10 - 1987.9: 渡辺美里 ※番組終了後も、エフエム東京→TOKYO FMの土曜21時枠にて自らの冠番組「MISATO LAND-風になれたら」「渡辺美里 虹をみたかい」のパーソナリティを1993年3月まで担当した。

正式タイトルは、「○○ ひとつぶの青春」と、○○の中に当時のパーソナリティの名前が入っていた。また、番組の最初期（松崎しげる時代まで）には「グリコ・アーモンドタイム」、最末期には「ライド・オン・ミュージック」とそれぞれサブタイトルが入っていた。